# Dope'd Up
Dope'd Up è un singolo del rapper statunitense Tyga, pubblicato il 27 ottobre 2015 su etichetta Last Kings.

## Tracce
1. Dope'd Up – 3:33